# Річковий порт

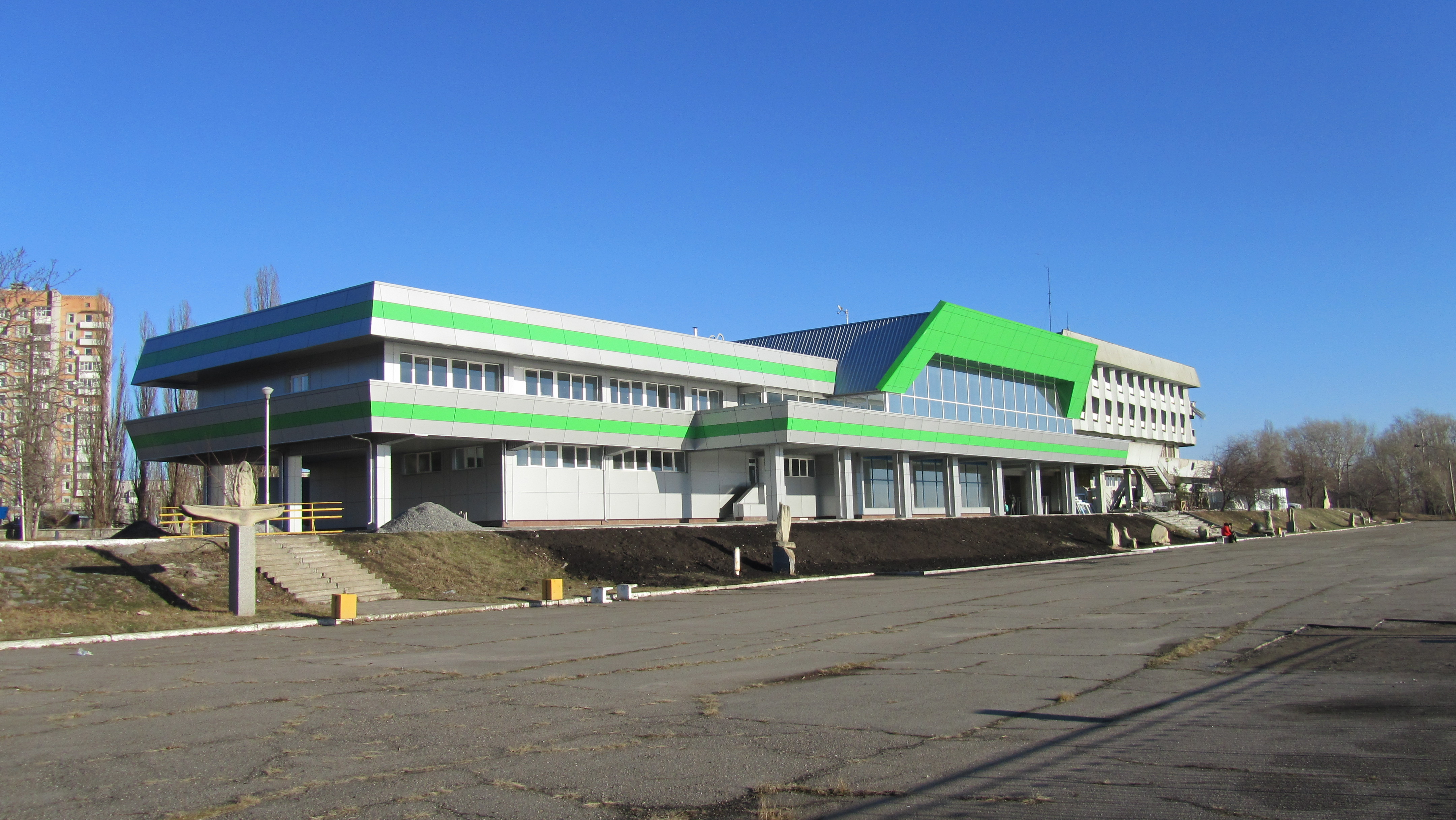
Пасажирський річковий порт у місті Кременчук

Річковий порт — комплекс споруд, розташованих на земельній ділянці й акваторії внутрішніх водних шляхів, обладнаних з метою обслуговування пасажирів і суден, завантаження, розвантаження, приймання, зберігання й видачі вантажів, взаємодії з іншими видами транспорту.